# ProZ.com
ProZ.com – portal zrzeszający tłumaczy niezależnych, założony w 1999, przeznaczony głównie do zamieszczania ofert pracy dla tłumaczy. Do dnia 20 października 2018 na ProZ.com zarejestrowało się 960 tys. użytkowników z ponad 200 państw z całego świata.
Serwis dostępny jest w ponad 45 wersjach językowych, a kolejne 35 jest w fazie przygotowań. Domyślnym językiem jest angielski. Według statystyk QuantCast witryna ProZ.com w ciągu miesiąca odwiedzana jest przez 220 tysięcy użytkowników z samych Stanów Zjednoczonych.
Z portalu mogą korzystać zarówno tłumacze zawodowi, jak i amatorzy. ProZ.com jest otwarty dla wszystkich, bez konieczności potwierdzania kompetencji zawodowych lub przedstawiania wpisu w ewidencji działalności gospodarczej.

## Funkcje i informacje
Siedziba ProZ.com znajduje się w Syracuse w stanie Nowy Jork (Stany Zjednoczone), a jego biura zlokalizowane są w La Placie (Argentyna) i Charkowie (Ukraina).
Portal tworzy wirtualną społeczność tłumaczy, którym udostępnia szeroką gamę możliwości. Zarejestrowani użytkownicy mogą ogłosić się jako tłumacze i otrzymywać propozycje pracy w wybranym przez siebie języku. Rejestracja jest wymagana do korzystania z większości oferowanych funkcji. ProZ.com dysponuje forami dyskusyjnymi oraz internetowymi glosariuszami dla tłumaczy, utworzonymi przez użytkowników; na stronach językowych omówiono już ponad dwa miliony problematycznych zagadnień. Mimo że korzystanie z wielu funkcji jest płatne, a serwis utrzymywany jest częściowo z reklam, osoby zaangażowane w jego merytoryczną rozbudowę nie otrzymują wynagrodzenia.
Serwis oferuje dwa systemy oceny: funkcję WWA (ang. willingness to work again), przeznaczoną dla tłumaczy i umożliwiającą otrzymanie informacji zwrotnej dotyczącej tłumaczenia, oraz BlueBoard, zawierającą listę firm szukających zleceniobiorców.
Gazeta Inc. oceniła serwis jako „pomocne źródło przy małych zleceniach translatorycznych”. Jednocześnie jako mankament wymieniła brak dostępu do listy stawek dla użytkowników, którzy nie wykupili członkostwa, co przyczynia się do „braku możliwości zapoznania się z pełną ofertą”. Prawdopodobnie w wyniku zamieszczenia tej opinii serwis zdecydował się zmienić swoją politykę i uwidocznić stawki.
30 września 2009 z inicjatywy ProZ.com została zorganizowana wirtualna konferencja, która przyciągnęła dużą liczbę uczestników. Od tego czasu wirtualna konferencja tłumaczy odbywa się co roku i może w niej uczestniczyć każdy zarejestrowany w serwisie użytkownik.
Z powodu licznych zgłoszeń przypadków przestępstw komputerowych dokonanych na stronie ProZ.com oraz kradzieży tożsamości z serwisu (w tym przeprowadzonych na dużą skalę kradzieży danych) wprowadzono środki prewencyjne, by zapobiec podobnym incydentom.
The Guardian w kwietniu 2012 nazwał portal największą organizacją tłumaczy na świecie. Pod względem dwóch wskaźników: aktywności członków oraz liczby zarejestrowanych użytkowników serwis wyprzedza swoich największych konkurentów: TranslatorCertification.com, TranslatorsCafe.com, TranslationDirectory.com, TraduGuide.com, TTMEM.com.

## Współpraca z organizacjami non-profit
ProZ.com udostępnia organizacji non-profit Tłumacze bez Granic swoje usługi programistyczne, platformę z ofertami pracy oraz bazę danych tłumaczy. Współpracował również ze stowarzyszeniem Ashoka oraz sponsorował w przeszłości działania American Translators Association oraz innych organizacji.
ProZ.com wspomaga platformę tłumaczeniową używaną przez Tłumaczy bez Granic, do której wprowadzano ponad 2,5 miliona słów w 2011 oraz 4,5 miliona w 2012, dzięki pracy wolontaryjnej na rzecz organizacji humanitarnych. Tłumaczenia obejmowały artykuły medyczne z Wikipedii na kilka języków i były częścią Wikiproject Medicine.